# (74286) 1998 SX132
(74286) 1998 SX132 – planetoida z pasa głównego asteroid okrążająca Słońce w ciągu 4 lat w średniej odległości 2,52 j.a. Odkryta 26 września 1998 roku.